# Hexateuco

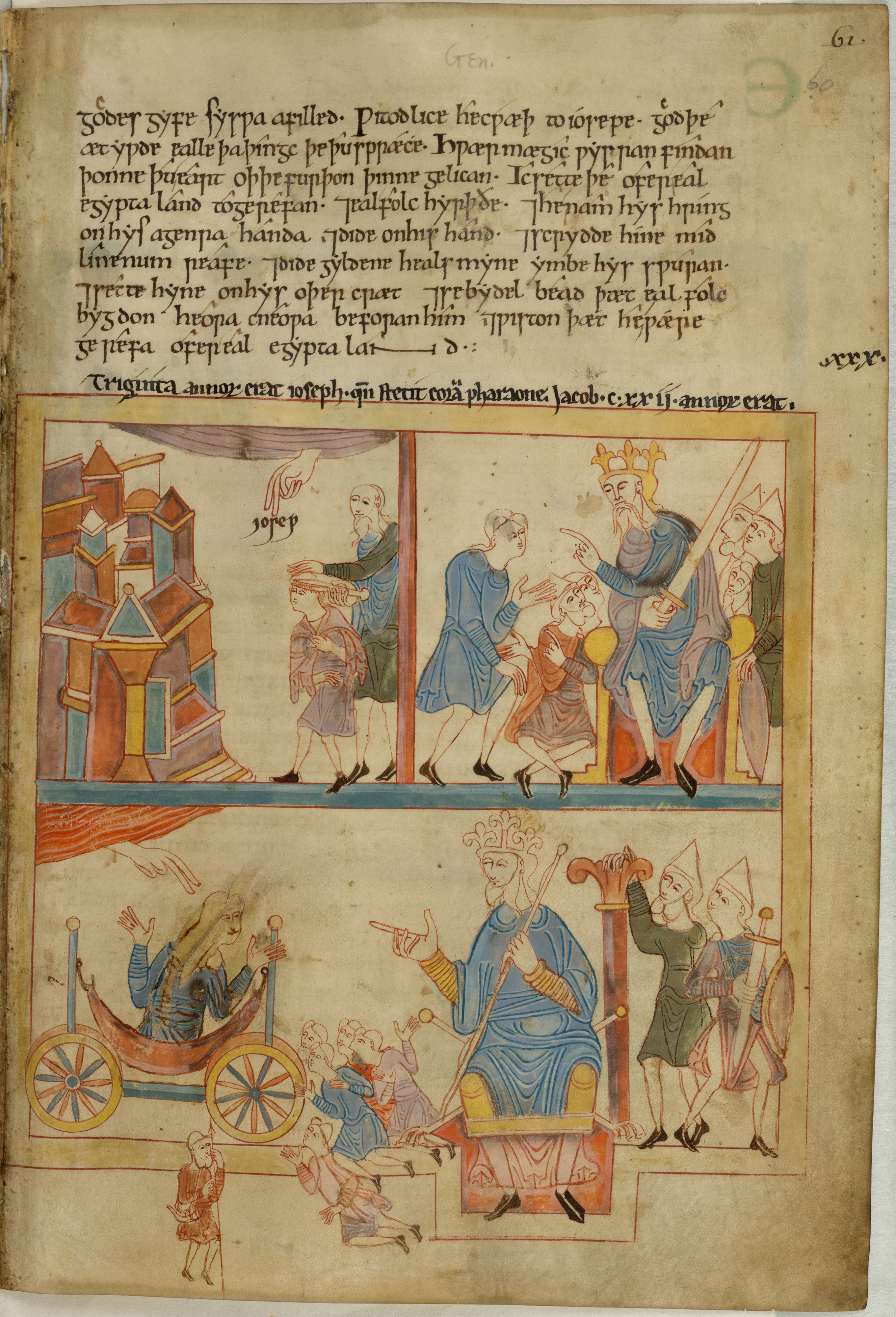
Manuscrito iluminado anglosajón del (Hexateuco en inglés antiguo).

El Hexateuco (del griego "ex teuche", ex, «seis» y teuche, «cofres para guardar los rollos», abreviado como «seis rollos») es un nombre usualmente utilizado por los críticos y estudiosos bíblicos para designar los primeros seis libros de la Biblia Hebrea  o Antiguo Testamento (La Torá o Pentateuco y el Libro de Josué). El "hexateuco" se originó como la denominación que se usa en ciertos ámbitos de estudio bíblico a partir de la mitad del siglo XIX para reconocer escritos de la Biblia y agruparlos debido a similitudes y coincidencias que dependen de características literarias y narrativas.

## Teoría
El propósito fundamental es demostrar que los cinco primeros libros de la Biblia y el de Josué forman una unidad literaria desde el punto de vista de forma y contenido. La teoría del Hexateuco reconoce seis escritos, estos son: Génesis, Éxodo, Levítico, Números, Deuteronomio y Josué. Así pues, se incluye en este grupo al Libro de Josué, donde se da cumplimiento de las promesas hechas a los patriarcas en el libro del Génesis, lo que lo diferencia del Pentateuco.
Las razones de esta unidad, además de la presunta presencia de las otras tradiciones que se describen en la Hipótesis documentaria, se toman de las comparaciones de las preocupaciones temáticas que subyacen a la superficie narrativa de los textos. Por ejemplo, el Libro de Josué narra la historia de Israel después de que Moisés cede el liderazgo a Josué por decreto de Jehová. También se aborda el tema en torno al cumplimiento de la promesa de Dios para guiar a los israelitas  a la Tierra Prometida, lo que complementaría el material temático del Pentateuco, que había terminado con los israelitas en la frontera de la Tierra Prometida, listos para entrar.

## Origen
El término "Hexateuco" entró en uso académico a partir de la década de 1870 en adelante, principalmente como resultado del trabajo académico realizado por Abraham Kuenen y Julius Wellhausen. Siguiendo el trabajo de Eichhorn, de Wette, Graf, Kuenen, Noldeke, Colenso y otros, en su libro Prolegomena zur Geschichte Israels, Wellhausen  propuso que el Libro de Josué representa una fuente que fue escrita por la Tradición Yahvista, que posteriormente fue separada del Pentateuco por la Tradición elohísta formando un escrito independiente y que finalmente fue incorporado por la Tradición Deuteronómica junto a los libros de Jueces, Reyes, y Samuel.
El principal promotor de esta teoría durante el siglo XX fue el alemán Gerhard von Rad quien aportó datos muy importantes para su desarrollo y fortalecimiento.

## Contradictores del Hexateuco
La tesis de que el Libro de Josué complementa la Torá en un "Hexateuco" puede ser contrastada con la opinión de los estudiosos siguiendo la tradición rabínica mayor, según lo expresado por los compiladores de la Enciclopedia Judía (compilado entre 1901 y 1906), que el Pentateuco es una obra completa en sí misma. La tesis también puede ser contrastado con la opinión expuesta por Eduard Meyer (1855-1930) de que nunca hubo ninguna "Hexateuco" per se, sino que La Ley, Josué, Jueces, Samuel y Reyes forman una gran obra histórica.